# Villeneuve-en-Perseigne
Villeneuve-en-Perseigne é uma comuna francesa na região administrativa do País do Loire, no departamento de Sarthe. Estende-se por uma área de 86.70 km². Em 2010 a comuna tinha 2 224 habitantes (densidade: 25,7 hab./km²).